# Thomas Robinson junior
Thomas Robinson junior (* 1800 in Georgetown, Delaware; † 28. Oktober 1843 ebenda) war ein US-amerikanischer Politiker. Zwischen 1839 und 1841 vertrat er den Bundesstaat Delaware im US-Repräsentantenhaus.

## Werdegang
Thomas Robinson besuchte die öffentlichen Schulen seiner Heimat und danach das Princeton College, die heutige Princeton University. Nach einem anschließenden Jurastudium und seiner 1823 erfolgten Zulassung als Rechtsanwalt begann er in seiner Heimatstadt Georgetown in seinem neuen Beruf zu arbeiten. Im Jahr 1825 wurde er Kämmerer im Sussex County. Zwischen 1831 und 1832 arbeitete er am Finanzgericht von Delaware.
Politisch wurde Robinson Mitglied der von Andrew Jackson gegründeten Demokratischen Partei. Bei den Kongresswahlen des Jahres 1838 wurde er mit einem knappen Vorsprung von nur 58 Stimmen gegen Amtsinhaber John J. Milligan von der Whig Party in das Repräsentantenhaus in Washington, D.C. gewählt. Dort konnte er bis zum 3. März 1841 nur eine Legislaturperiode absolvieren, weil er bei den Wahlen des Jahres 1840 mit 46 % zu 54 % der Stimmen gegen den Whig George B. Rodney verlor.
Thomas Robinson starb schon zweieinhalb Jahre nach seinem Ausscheiden aus dem Kongress im Oktober 1843 in seinem Geburtsort Georgetown.